# Ködnitzkees
Ködnitzkees är en glaciär i Österrike. Den ligger i förbundslandet Tyrolen, i den centrala delen av landet. Ködnitzkees ligger 3 148 meter över havet.
Ködnitzkees ligger sydväst om berget Grossglockner.
Trakten runt Ködnitzkees består i huvudsak av alpin tundra och andra isformationer.